# Rafiga Akhundova
Rafiga Haji gizi Akhundova (en azerí: Rəfiqə Hacı qızı Axundova; Bakú, 7 de agosto de 1931-6 de febrero de 2024) fue una bailarina, coreógrafa y maestra de ballet azerbaiyana. Artista del pueblo de la RSS de Azerbaiyán.

## Biografía
Rafiga Akhundova nació el 7 de agosto de 1931 en Bakú.
En 1951 se graduó de la Escuela de Coreografía de Bakú. Entre 1952 y 1971 fue bailarina del Teatro de Ópera y Ballet Académico Estatal de Azerbaiyán. En 1972-1973 trabajó como coreógrafa y profesora en Argelia. Representó los ballet “Balada de Caspio” (1968), “Sombras de Kobustan (1969), “Siete Bellezas” (1978, filmada en 1982) junto con su esposo Maksud Mammadov.

## Premios y títulos
- Artista de Honor de la RSS de Azerbaiyán (1958)
- Orden de la Insignia de Honor (1959)
- Artista del pueblo de la RSS de Azerbaiyán (1970)
- Orden de la Bandera Roja del Trabajo (1986)
- Orden Shohrat (2021)[5]